# FC Liefering
FC Liefering (korábban: USK (Union-Sportklub) Anif), osztrák futballcsapat. Székhelye Salzburgban található. A klubot 1947. május 20-án alapították. 2012 óta az FC Red Bull Salzburg második csapatának számít.

## Keret

### Jelenlegi keret
2022. április 18-i állapotnak megfelelően.
| #  |     | Poszt | Név                                                            |
| -- | --- | ----- | -------------------------------------------------------------- |
| 1  | CZE | K     | Adam Stejskal                                                  |
| 2  | GER | V     | Konstantin Gertig                                              |
| 3  | AUT | V     | Benjamin Böckle                                                |
| 4  | AUT | V     | Lukas Wallner                                                  |
| 5  | SUI | V     | Bryan Okoh                                                     |
| 6  | MLI | KP    | Mamady Diambou (kölcsönben a Red Bull Salzburg csapatától)     |
| 7  | AUT | CS    | Elias Havel                                                    |
| 8  | GHA | KP    | Forson Amankwah (kölcsönben a Red Bull Salzburg csapatától)    |
| 9  | AUT | CS    | Luka Reischl                                                   |
| 11 | MLI | KP    | Nene Dorgeles (kölcsönben a Red Bull Salzburg csapatától)      |
| 14 | AUT | V     | Sandro-Luca Molnar                                             |
| 15 | DNK | KP    | Maurits Kjaergaard (kölcsönben a Red Bull Salzburg csapatától) |
| 17 | AUT | KP    | Dijon Kameri                                                   |
| 18 | AUT | V     | Daniel Klicnik                                                 |
| 19 | AUT | CS    | Raphael Hofer                                                  |
| 20 | AUT | KP    | Thomas Schiestl                                                |

| #  |     | Poszt | Név                                                          |
| -- | --- | ----- | ------------------------------------------------------------ |
| 22 | AUT | KP    | Tolgahan Sahin                                               |
| 23 | CRO | CS    | Roko Šimić (kölcsönben a Red Bull Salzburg csapatától)       |
| 24 | COL | V     | Lucho (kölcsönben a Red Bull Salzburg csapatától)            |
| 25 | AUT | KP    | Julian Halwachs                                              |
| 26 | AUT | V     | Lukas Ibertsberger                                           |
| 27 | MAR | V     | Benjamin Atiabou (kölcsönben a Red Bull Salzburg csapatától) |
| 28 | NGR | KP    | Samson Tijani (kölcsönben a Red Bull Salzburg csapatától)    |
| 32 | HUN | K     | Tóth Balázs                                                  |
| 34 | GER | K     | Jonas Krumrey                                                |
| 36 | AUT | V     | Justin Omoregie                                              |
| 37 | MLI | V     | Daouda Guindo (kölcsönben a Red Bull Salzburg csapatától)    |
| 38 | HUN | CS    | Berki Marcell                                                |
| 40 | AUT | V     | Samson Baidoo                                                |
| 42 | GHA | KP    | Daniel Owusu (kölcsönben a Red Bull Salzburg csapatától)     |
| 45 | SUI | CS    | Federico Crescenti                                           |
| 48 | HUN | V     | Kovács Patrik                                                |

### Ismertebb játékosok
| - René Aufhauser - Martin Amerhauser - Andreas Bammer - Michael Blötzeneder - Raimund Friedl | - Christoph Kobleder - Walter Koch - Bernd Langgruber - Adi Macek - Wolfgang Mair | - Patrick Mayer - Manfred Pamminger - Andreas Schrott - Robert Völkl - Stipe Vučur | - Konrad Laimer - Xaver Schlager - Hannes Wolf - Diadie Samassékou - Amadou Haidara | - Franz Berger - Karim Adeyemi - Mërgim Berisha - Duje Ćaleta-Car - Szoboszlai Dominik | - Patson Daka - Enock Mwepu - Hvang Hicshan |

## A klub eddigi edzői
Vezetőedzők 2012-től napjainkig:
| - Patrick De Wilde (2012) - Oliver Glasner (megbízott, 2012) - Peter Zeidler (2012–2015) - Thomas Letsch (2015–2017) - Gerhard Struber (2017–2019) | - Janusz Góra (2019) - Michael Feichtenbeiner (2019) - Bo Svensson (2019–2021) - Matthias Jaissle (2021) - René Aufhauser (2021–) |

## Magyarok a klubnál
Azon játékosok listája, akik 2012-től kerettagok voltak vagy pályára léptek.
| - Szoboszlai Dominik (2017–2018) - Bukta Csaba (2019–2020) - Major Sámuel (2020–2021) | - Tóth Balázs (2021–) - Berki Marcell (2022–) - Kovács Patrik (2022–) |

## Sikerei
- Osztrák 2. Liga
  - ezüstérmes: 2014–15, 2016–17, 2020–21
- Osztrák Regionalliga West
  - bajnok: 2012–13

## Külső hivatkozások
- Hivatalos honlap